# 삼성 플라이트
삼성 플라이트(Samsung Flight, Samsung A797)는 삼성전자가 2009년에 출시한 휴대 전화이다.